# Jonathan Strange & pan Norrell
Jonathan Strange & pan Norrell (v originále Jonathan Strange & Mr Norrell) je prvotina britské autorky Susanny Clarkové. Poprvé byla publikována 8. září 2004 v Americe a poté ve Velké Británii 20. září téhož roku. Britskou verzi vydalo nakladatelství Bloomsbury Publishing, známé mimo jiné vydáváním knih o kouzelnickém učni Harrym Potterovi.
Děj se odehrává v Anglii během napoleonských válek alternativního 19. století. Celý příběh je založen na existenci magie, která se po stovkách let vrací do Velké Británie. Vypráví také o bouřlivých vztazích mezi dvojicí smyšlených čarodějů té doby. Příběh včleňuje historické události a osobnosti do fiktivní a alternativní reality. Mezi osobnosti, které se objevují v knize, patří například první vévoda z Wellingtonu Arthur Wellesley, básník George Gordon Byron nebo anglický král Jiří III.
V knize je roztroušeno velké množství poznámek pod čarou s referencemi na bezpočet fiktivních knih, odkazy jsou vedeny převážně na fiktivní biografie či knihy o magii či magie. V některých částech knihy je více textu v poznámkách pod čarou než ve vlastním „hlavním“ textu. V knize můžete narazit na ilustrace Portie Rosenbergové.

## Hlavní postavy
V knize se čtenář může setkat nejen s historickými osobnostmi, ale i s hrdiny smyšlenými.
- Gilbert Norrell – opatrný a úzkostlivý učenec, usiluje o znovuobjevení anglické magie.
- Jonathan Strange – Norellův bezstarostný a na nic nedbající žák. Brilantní čaroděj, stejně jako největší anglická zbraň proti Napoleonovi.
- John Segundus – teoretický mág (magii studuje, ale neprovozuje ji). Společně s panem Honeyfootem kontaktuje pana Norrella a přesvědčuje společnost mágů v Yorku, aby vyzkoušela jeho schopnosti. Tato událost vede později nejen k neobvyklým událostem uvnitř Yorské katedrály a rozpuštění společnosti mágů z Yorku.
- Mr. Honeyfoot – teoretický mág a přítel Johna Segunda.
- Doktor Foxcastle – teoretický mág a předseda společnosti mágů z Yorku.
- John Childermass – ponurý a prohnaný zaměstnanec pana Norrella.
- Christopher Drawlight – floutek bez charakteru. Pomáhá panu Norrellovi ovlivňovat londýnské politiky. Změkčilý a vemlouvavý.
- Henry Lascelles – Drawlightův společník a rival a nakonec i jeho vrah.
- Vinculus – otrhaný a věčně opilý pouliční kouzelník.
- Arabella Strangeová – manželka Jonathana Strange, hrdá na svého manžela a tolerantní k jeho výstřednostem.
- Henry Woodhope – bratr Arabely a kněz, značně nedůvěřivý ke kouzlům a magii.
- Sir Walter Pole – manžel lady Emmy Poleové, ministr britské vlády a patron pánů Norrella a Strange.
- Lady Emma Pole – mladá manželka sira Waltera Pole. Na Norrellův popud ji ze záhrobí přivedl "gentleman s vlasy jako chmýří bodláčí". Zakletá, musí tančit na nočních bálech ve Férii na zámku Ztracené naděje.
- Stephen Black – černošský služebník v Poleově domácnosti. Podle "gentlemana s vlasy jako chmýří bodláčí" se má stát novým anglickým králem, je stejně jako lady Poleová nucen tančit na zámku Ztracené naděje.
- Flora Greysteel – je mladá anglická slečna se kterou pan Strange potkává na dovolené v Itálii. Pomáhá zrcadlem zachránit lady Poleovou z Férie.
- Doctor Lancelot Greysteel – lékařem a otcem Flory Greysteelové.
- Louisa Greysteel – Flořina teta a sestra Lancelota Greysteela.
- Gentleman s vlasy jako chmýří bodláčí – pravděpodobně elfský král Férie, ovlivňuje velice celý děj. Seslal kletbu na pana Strange, která zasáhla i pana Norrella. Pro pana Norrella vyvedl z náruče smrti lady Poleovou. Pan Norrell byl ale podveden. Nutí lady Poleovou, paní Strangeovou a Stephena Blacka tančit no nočních bálech ve Férii. Nepřítel znovuzrození anglické magie. Jeho pravé jméno není v knize ani jednou uvedeno.
- John Uskglass, Král Havran – středověký zakladatel anglické magie a vládce Severní Anglie z temného 12. století. Norrell jím opovrhuje, Strange ho idealizuje.

## Historické reference

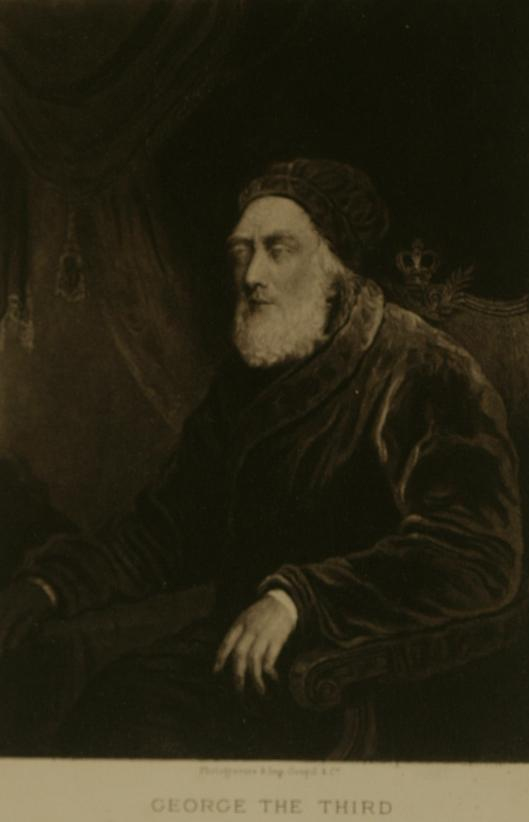
Zestárlý britský král Jiří III. postižený dušení poruchou

V knize je král Jiří III. postižený šílenstvím a v péči dvojice doktorů Willisových. Tyto postavy jsou vymyšlené na základě skutečně existujícího ošetřujícího lékaře Jiřího III. Francise Willise. Nicméně obrázek o způsobu ošetřování a o vztahu s doktorem (či doktory) je bližší tomu, jak byl vyobrazen v britském filmu „Šílenství krále Jiřího“, než jak tomu bylo v skutečné minulosti.
Mezi známé historické osobnosti, které se v knize objevily, patří například ruský car Alexandr I. Pavlovič, císař Napoleon Bonaparte, básník George Gordon Byron, král Jiří III. či John Murray.

## Související práce
Susanna Clarková vydala také sbírku osmi povídek "The Ladies of Grace Adieu and Other Stories" ("Dámy z Grace Adieu a jiné povídky"), které se odehrávají ve světě Jonathana Strange a pana Norrella.

## Adaptace

### Film
Filmová práva k filmu vlastní New Line Cinema. Scénář k filmu píše Christopher Hampton. Susanna Clarková spolupracuje na tvorbě filmu s nově utvořenou společností Cuba Pictures.

### Seriál
17. května 2015 odvysílala britská televize BBC One první díl stejnojmenného seriálu. Tato televizní adaptace knihy Susanny Clarkové, kterou podle scénáře Petera Harnesse režíroval britský režisér Toby Haynes, byla rozdělena do sedmi šedesátiminutových epizod. Hlavních rolí se v seriálu Jonathan Strange & pan Norrell zhostili herci Bertie Carvel, Eddie Marsan a Marc Warren.